# Joel Rechlicz
Joel Rechlicz, född 14 juni 1987, är en amerikansk professionell ishockeyspelare som tillhör NHL-organisationen Minnesota Wild och spelar för deras primära samarbetspartner Iowa Wild i American Hockey League (AHL). Han har tidigare spelat för New York Islanders och Washington Capitals i NHL och på lägre nivåer för Albany River Rats, Bridgeport Sound Tigers, Hershey Bears och Portland Pirates i AHL, Utah Grizzlies i ECHL, Kalamazoo Wings i International Hockey League (IHL) och Saguenéens de Chicoutimi och Olympiques de Gatineau i Ligue de hockey junior majeur du Québec (LHJMQ).
Rechlicz blev aldrig draftad av något lag.

## Statistik
| 2004–2005    | Northern Michigan Black Bears | NOJHL        | 25  | 3 | 1 | 4 | 54  | 14 | 2 | 2 | 4 | 16 |
|              | Santa Fe Roadrunners          | NAHL         | 3   | 0 | 1 | 1 | 29  | —  | — | — | — | —  |
| 2005–2006    | Northern Michigan Black Bears | NOJHL        | 6   | 0 | 2 | 2 | 11  | —  | — | — | — | —  |
|              | Des Moines Buccaneers         | USHL         | 2   | 0 | 0 | 0 | 4   | —  | — | — | — | —  |
|              | Indiana Ice                   | USHL         | 2   | 0 | 0 | 0 | 16  | —  | — | — | — | —  |
|              | Olympiques de Gatineau        | LHJMQ        | 3   | 0 | 0 | 0 | 17  | —  | — | — | — | —  |
| 2006–2007    | Saguenéens de Chicoutimi      | LHJMQ        | 55  | 0 | 1 | 1 | 159 | 1  | 0 | 0 | 0 | 2  |
|              | Chicago Hounds                | UHL          | 2   | 0 | 0 | 0 | 9   | —  | — | — | — | —  |
| 2007–2008    | Kalamazoo Wings               | IHL          | 25  | 1 | 0 | 1 | 100 | —  | — | — | — | —  |
|              | Albany River Rats             | AHL          | 25  | 0 | 1 | 1 | 106 | —  | — | — | — | —  |
| 2008–2009    | New York Islanders            | NHL          | 17  | 0 | 1 | 1 | 68  | —  | — | — | — | —  |
|              | Bridgeport Sound Tigers       | AHL          | 4   | 0 | 0 | 0 | 12  | —  | — | — | — | —  |
|              | Utah Grizzlies                | ECHL         | 45  | 0 | 1 | 1 | 110 | —  | — | — | — | —  |
| 2009–2010    | New York Islanders            | NHL          | 6   | 0 | 0 | 0 | 27  | —  | — | — | — | —  |
|              | Bridgeport Sound Tigers       | AHL          | 21  | 0 | 0 | 0 | 128 | —  | — | — | — | —  |
| 2010–2011    | Hershey Bears                 | AHL          | 28  | 1 | 0 | 1 | 132 | —  | — | — | — | —  |
| 2011–2012    | Washington Capitals           | NHL          | 3   | 0 | 0 | 0 | 10  | —  | — | — | — | —  |
|              | Hershey Bears                 | AHL          | 44  | 1 | 1 | 2 | 267 | —  | — | — | — | —  |
| 2012–2013    | Portland Pirates              | AHL          | 36  | 0 | 0 | 0 | 149 | —  | — | — | — | —  |
|              | Hershey Bears                 | AHL          | 4   | 0 | 0 | 0 | 5   | —  | — | — | — | —  |
| 2013–2014    | Hershey Bears                 | AHL          | 25  | 1 | 1 | 2 | 87  | —  | — | — | — | —  |
| NHL totalt   | NHL totalt                    | NHL totalt   | 26  | 0 | 1 | 1 | 105 | —  | — | — | — | —  |
| AHL totalt   | AHL totalt                    | AHL totalt   | 187 | 3 | 3 | 6 | 886 | —  | — | — | — | —  |
| ECHL totalt  | ECHL totalt                   | ECHL totalt  | 45  | 0 | 1 | 1 | 110 | —  | — | — | — | —  |
| IHL totalt   | IHL totalt                    | IHL totalt   | 25  | 1 | 0 | 1 | 100 | —  | — | — | — | —  |
| LHJMQ totalt | LHJMQ totalt                  | LHJMQ totalt | 58  | 0 | 1 | 1 | 176 | 1  | 0 | 0 | 0 | 2  |